# Landsitz Rockhall

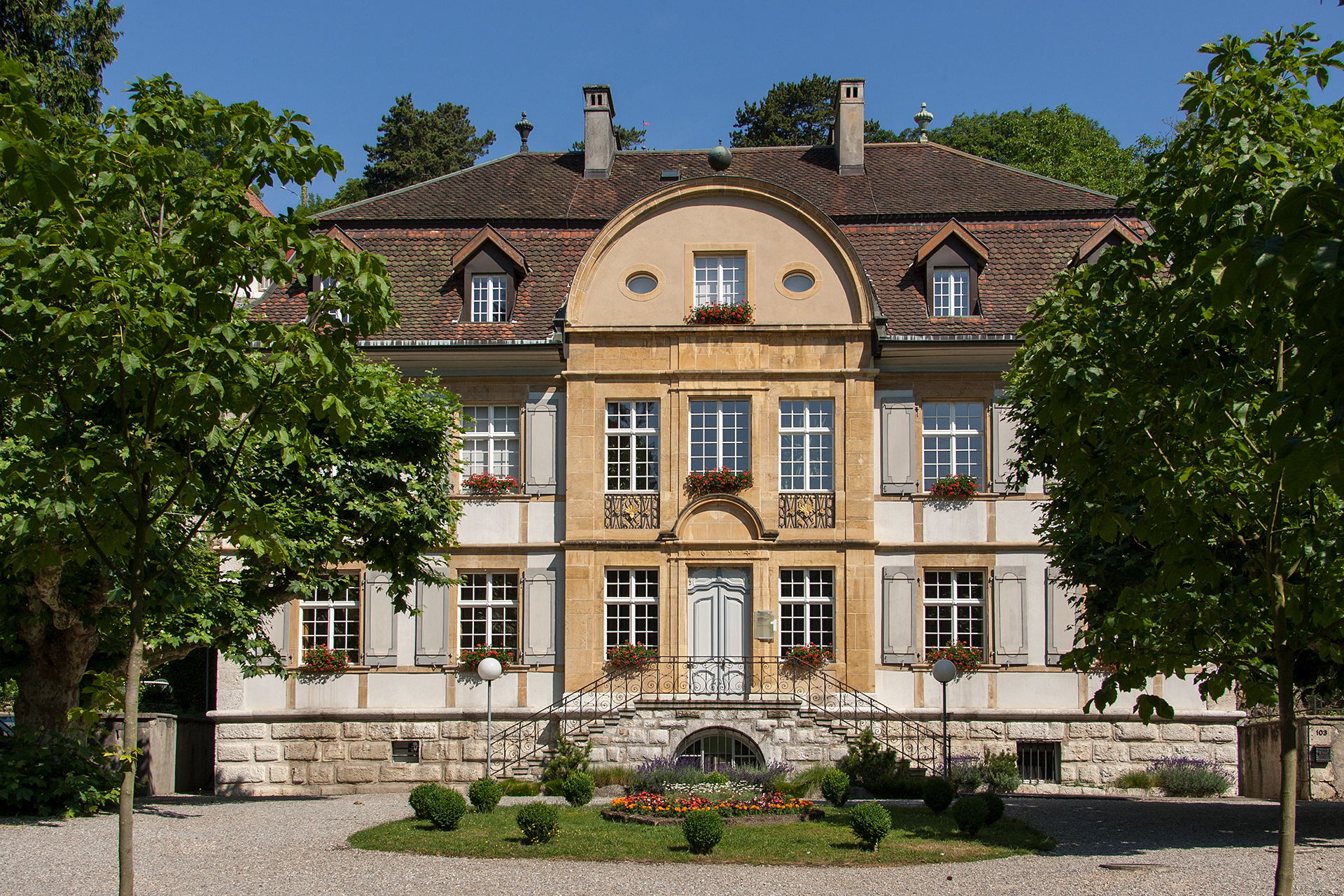
Landsitz Rockhall (2005)

Der ehemalige frühbarocke Landsitz Rockhall (erbaut 1692–1694), Seevorstadt 103 in Biel/Bienne wurde im Jahr 1902 um zwei symmetrisch vorgelagerte neubarocke Villen ergänzt. Er beherbergt nach vielen Eigentumswechseln das Departement Technik und Informatik der Berner Fachhochschule, das Zivilstandsamt für den Zivilstandskreis Seeland sowie das Schweizerische Literaturinstitut. Die Gebäude stehen als Kulturgut unter Denkmalschutz.

## Geschichte
Das Gut wurde vor den Toren der Altstadt Biel im sogenannten Pasquart auf einer grosszügigen Liegenschaft errichtet, die ursprünglich bis zur Schüss reichte. Damit war es das erste Privathaus ausserhalb der Stadtmauern. Das Gebäude, das Meier Johann Franz Theilung 1692 bis 1694 errichten liess, wirkte so beeindruckend, dass es bei den Bielern nur der Buw («der Bau») genannt wurde. Im Jahr 1763 kaufte der schweizerisch-englische Naturforscher und Kunsthändler Jean-Rodolphe Vautravers das Anwesen und nannte es «Rockhall» (englisch für Felsen und Herrenhaus). Er legte eine neu gestaltete Parkanlage mit Springbrunnen an.

«La maison tout auprès de Bienne, au sud-ouest de cette ville au pied d’une colline, est très bien bâtie. Les appartements en sont beaux, bien meublés, fort ornés de tableaux. II y a derrière la maison plusieurs promenades en terrasses, dont la vue devient de plus en plus belle à mesure qu’on monte. II y a fait bâtir un pavillon fort joli et se propose de conduire ses terrasses encore plus haut et aussi de profiter d’une source d’eau qui s’y trouve. On y découvre le lac de Bienne sur la droite et aussi le château de Nidau en face. Joli jet d’eau avec dix ou douze variations au milieu de sa table, autre jet d’eau perpétuel dans la cour.»

«Das Haus ganz in der Nähe von Biel, im Südwesten dieser Stadt am Fusse eines Hügels, ist sehr gut gebaut. Die Wohnungen sind schön, gut möbliert und mit Bildern geschmückt. Hinter dem Haus gibt es mehrere terrassenförmige Spazierwege, deren Aussicht immer schöner wird, je höher man kommt. Er hat dort einen sehr schönen Pavillon errichten lassen und plant, seine Terrassen noch höher zu führen und auch von einer dort befindlichen Wasserquelle zu profitieren. Von hier aus kann man den Bielersee auf der rechten Seite und das Schloss Nidau auf der gegenüberliegenden Seite sehen. Schöner Springbrunnen mit zehn oder zwölf Variationen in der Mitte seiner Terrasse, ein weiterer immerwährender Brunnen im Hof.»

Vautravers empfing illustre Gäste. Zu diesen gehörte 1776 der deutsch-schweizerischer Maler und Graphiker Johann Joseph Hartmann (1753–1830), dem Vautravers während seiner zahlreichen Auslandsaufenthalte die Verwaltung des Gutes übertrug – wozu auch die Auseinandersetzung mit seinen Gläubigern gehörte. Graf Alessandro Cagliostro mietete sich 1787 bis 1788 ein. Der italienische Okkultist, Alchemist und Abenteurer praktizierte auch in Biel und es kam zu Affären. Vergeblich forderte ihn der Maler Jacques Philippe Loutherbourg zum Duell und Cagliostro verliess die Stadt wieder.
Der Bieler Indienne-Fabrikant François Verdan wurde in den 1790er Jahren Eigentümer des Rockhall und dessen Schwiegersohn, der Unternehmer Johann Rudolf Neuhaus (1767–1846), bezog das Anwesen. Während der französischen Besatzung in den Jahren 1798 bis 1813 diente es als Hauptquartier der französischen Generäle.

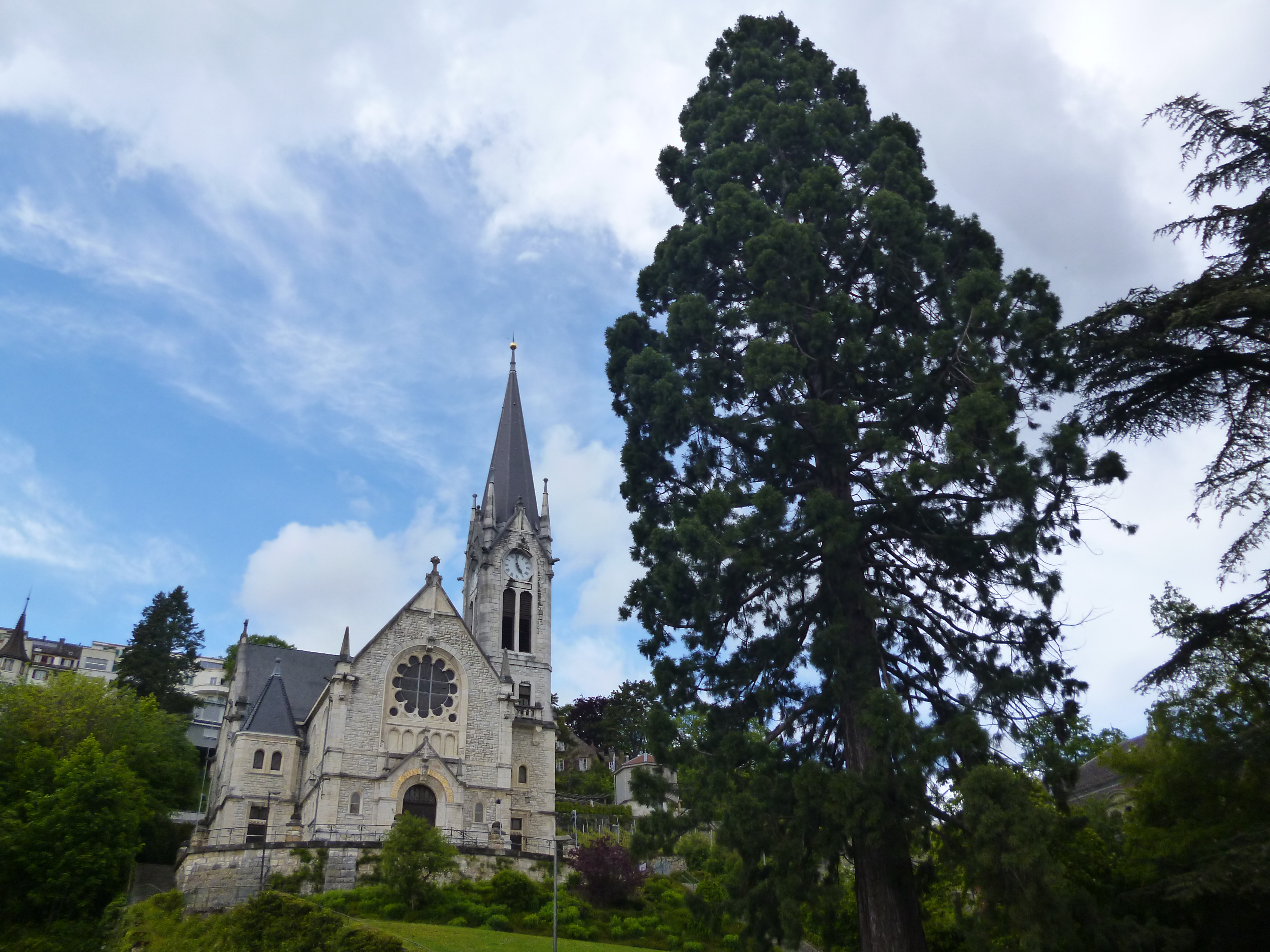
Französische Reformierte Kirche, auch Pasquart-Kirche (2014)

Durch den Bau der Seestrasse in den Jahren 1835 bis 1838 und deren Verbreiterung im Jahr 1887 wurden die zum Anwesen gehörenden Flächen verkleinert. Als die Schwestern Mathilde Julie von Wurstemberger-Haag und Pauline Caroline Haag durch Erbschaft in den Besitz des Rockhall gelangten, veräusserten sie einen weiteren Teil des Grundstücks an die reformierte Kirchgemeinde. Weit sichtbar am Hang im westlichen Teil der ehemaligen Rockhall-Besitzung wurde die Französische Reformierte Kirche (auch Pasquart-Kirche) in den Jahren 1902 bis 1904 errichtet.
Ende des 19. Jahrhunderts plante die Stadt Biel den Bau eines Gymnasiums und wollte deshalb Eigentümer werden. Ein Kaufvertrag wurde 1899 jedoch nicht geschlossen, da die Stadt den verlangten Kaufpreis nicht zu zahlen bereit war. Die Fabrikanten Léon Lévy Frères, Gründer der Pierce SA, erhielten schliesslich den Zuschlag auf ein Angebot, dass unter dem der Stadt lag. Die Uhrenfabrikanten errichteten 1902 rechts und links vor dem Hauptgebäude zwei neobarocke Villen mit Fassaden aus Sandstein und Ziegel. Auch das Rockhall wurde erstmals wesentlich verändert und zum Hauptsitz der Verwaltung der Pierce SA gemacht. 1909 wurde auf der Ostseite ein Bürogebäude errichtet.
Die Stadt Biel erwog 1956 noch einmal einen Kauf, um Flächen für die zukünftige Stadterweiterung und Schaffung einer Kulturzone zu sichern. Die Bieler Stimmbürger unterstützten diesen Plan nicht. So ging die Liegenschaft 1961 an den Kanton Bern, der in den Jahren 1978 und 1979 eine sorgfältige Renovierung mit dem Rückbau unpassender Umbauten vornahm. Der rückseitige Anbau wurde erhalten. 1980 zog die Direktion des kantonalen Technikums ein, heute Berner Fachhochschule, Departement Technik und Informatik.

## Beschreibung

### Seevorstadt 103
Der herrschaftliche frühbarocke Bau wurde mit einem Mansardwalmdach über einem Sockelgeschoss aus bossierten Kalksteinquadern errichtet. Die Südfassade erhielt einen Mittelrisalit mit Relief aus Hauterivestein, eine Freitreppe und einen Rundgiebel. Die Seitenpartien bestehen aus weiss verputzten Flächen, die durch Gesimse und Gewändesteinen aus dem gleichen Material gegliedert wurden. Das Treppenhaus liegt an der Bergseite und ist im inneren gemeinsam mit dem Vestibül repräsentativ ausgestaltet. Die Grisaille-Deckenmalereien mit Jagdszenen, Tier- und Pflanzenmotiven wurden nach einer Stichvorlage von Theodor Bang (Nürnberg, um 1620) ausgeführt. Im Norden befinden sich die ehemaligen Weinterrassen.

### Seevorstadt 99 und 105
Vor dem Hauptbau des Rockhall liegen symmetrisch angeordnet die Baukörper der neubarocken Villen von 1902. Beide sind mit Mansarddächern überdeckt und mit Balkonen, vorgebauten Veranden und geschwungener Treppe ausgestattet. Ziegel-Sichtmauerwerk, Kunststein, Eisen etc. wurde in zeittypischen Formen an Brüstungen, Fenstern und Gittern zu einer qualitätvollen Fassadengestaltung gefügt. Die Interieurs beider Häuser weisen noch vielfach Originalbestand an Fliesenböden, Marmorierungen, Prägetapeten, Stuckdecken, Jugendstilmalereien und -verglasungen sowie ein bemerkenswertes, feingliedriges Treppengeländer aus Holz auf.